# Canton de la Malepère à la Montagne Noire
Pour les articles homonymes, voir Malepère.
Le canton de la Malepère à la Montagne Noire, précédemment appelé canton de Montréal, est une circonscription électorale française située dans le département de l'Aude et la région Occitanie.

## Histoire

### Redécoupage cantonal de 2015
Un nouveau découpage territorial de l'Aude entre en vigueur en mars 2015, défini par le décret du 21 février 2014, en application des lois du 17 mai 2013 (loi organique 2013-402 et loi 2013-403). Les conseillers départementaux sont, à compter de ces élections, élus au scrutin majoritaire binominal mixte. Les électeurs de chaque canton élisent au Conseil départemental, nouvelle appellation du Conseil général, deux membres de sexe différent, qui se présentent en binôme de candidats. Les conseillers départementaux sont élus pour six ans au scrutin binominal majoritaire à deux tours, l'accès au second tour nécessitant 12,5 % des inscrits au premier tour. En outre la totalité des conseillers départementaux est renouvelée. Ce nouveau mode de scrutin nécessite un redécoupage des cantons dont le nombre est divisé par deux avec arrondi à l'unité impaire supérieure si ce nombre n'est pas entier impair, assorti de conditions de seuils minimaux. Dans l'Aude, le nombre de cantons passe ainsi de 35 à 19. Le canton de Montréal voit son nombre de communes passer de 9 à 27.
Au 1er janvier 2016, le canton de Montréal devient le canton de la Malpère à la Montagne Noire par décret pris le 24 décembre 2015. Son nom est corrigé en « canton de la Malepère à la Montagne Noire » par décret en 2016.

## Géographie
Ce canton est organisé autour de Montréal dans l'arrondissement de Carcassonne. Son altitude varie de 117 m (Montréal) à 443 m (Montréal) pour une altitude moyenne de 215 m.

## Représentation

### Conseillers généraux de 1833 à 2015
| Période         | Période      | Identité                                           | Étiquette                    | Qualité                                                                           |
| --------------- | ------------ | -------------------------------------------------- | ---------------------------- | --------------------------------------------------------------------------------- |
| 1833            | 1852         | Joseph Fargues Fargues aîné                        | Tiers-Parti Parti de l'ordre | Chef de bataillon d'infanterie légère à la retraite à Montréal Député (1842→1846) |
| 1852            | 1861         | Charles Falgous                                    |                              | Avocat à Carcassonne                                                              |
| 1861            | 1872 (décès) | Louis Grillières                                   | Républicain                  | Chef de bataillon du Génie Maire de Montréal                                      |
| 25 janvier 1872 | 1880         | Pierre Louis Joseph Grillières (fils du précédent) | Républicain                  | Officier supérieur du Génie                                                       |
| 1880            | 1904         | Frédéric Valette                                   | Républicain                  | Docteur-médecin Maire de Montréal (1878→1901)                                     |
| 1904            | 1919         | Fernand Janson                                     | Rad.                         | Greffier de la justice de paix Maire de Montréal (1903→1919)                      |
| 1919            | 1939 (décès) | Paul Vidal                                         | Rad.                         | Maire de Montréal (1919→1939)                                                     |
| 1939            | 1940         | Charles Boyé                                       | Rad.                         | Maire de Montréal (1939→1941)                                                     |
|                 |              |                                                    |                              |                                                                                   |
| 1942            | 1945         | Louis Balchère                                     |                              | Maire de Montréal (1941→1944) Nommé conseiller départemental en 1942              |
|                 |              |                                                    |                              |                                                                                   |
| 1945            | 1963 (décès) | Léon Peiruza                                       | SFIO                         | Propriétaire, viticulteur à Arzens                                                |
| 1963            | 1970         | Henri Sabadie                                      | MRP puis Centriste           | Viticulteur Maire d'Arzens                                                        |
| 1970            | 2008         | Joseph Vidal                                       | SFIO puis PS                 | Professeur de lycée technique Député (1978→1986 et 1988→1993)                     |
| 2008            | 2015         | Christian Rebelle                                  | ex-PRG                       | Retraité de la formation professionnelle Maire de Montréal (1989→2020)            |

### Conseillers d'arrondissement (de 1833 à 1940)
| Période                                  | Période          | Identité                      | Étiquette   | Qualité |
| ---------------------------------------- | ---------------- | ----------------------------- | ----------- | --- |
| 1833                                     | 1839             | Auguste de Bonaffos de Latour |             | Ancien capitaine de cavalerie, maire de Montréal                                                            |
| 1839                                     | 1845             | M. Fargues                    |             | Propriétaire à Montréal                                                                                     |
| 1845                                     | 1848             | M. Guilhem                    |             | Propriétaire à Arzens                                                                                       |
|                                          |                  |                               |             | |
| av.1885                                  |                  | M. Poudérous                  | Républicain | Maire de Villeneuve-lès-Montréal                                                                            |
|                                          |                  |                               |             | |
| 1889                                     | 1896 (démission) | M. Mourgues                   | Radical     | |
|                                          |                  |                               |             | |
| 1901                                     | 1913             | Michel-Théodore Lacaze        | Socialiste  | Propriétaire-régisseur, Arzens                                                                              |
|                                          |                  |                               |             | |
|                                          |                  | Armand Belloc                 | Radical     | Propriétaire à Arzens                                                                                       |
| 1940                                     |                  |                               |             | Les conseils d'arrondissement ont été suspendus par la loi du 12 octobre 1940 et n'ont jamais été réactivés |
| Les données manquantes sont à compléter. |                  |                               |             | |

### Conseillers départementaux à partir de 2015
| Période élective | Période élective | Mandat | Mandat   | Identité          | Nuance | Nuance | Qualité |
| ---------------- | ---------------- | ------ | -------- | ----------------- | ------ | ------ | --- |
| 2015             | 2021             | 2015   | 2021     | Régis Banquet     |        | PS     | Maire d'Alzonne, Président de Carcassonne-Agglo |
| 2015             | 2021             | 2015   | 2021     | Stéphanie Hortala |        | PS     | Attachée territoriale, Saissac |
| 2021             | 2028             | 2021   | en cours | Chloé Danillon    |        | PS     | Chargée de mission auprès du Président de l'agglomération de Carcassonne Conseillère départementale sortante du canton de Carcassonne-1, 6ème Vice-Présidente du conseil départemental, déléguée à la protection de l'enfance et à l'action sociale de proximité |
| 2021             | 2028             | 2021   | en cours | Paul Griffe       |        | PS     | Maire de Cuxac-Cabardès |

### Résultats détaillés

#### Élections de mars 2015
À l'issue du premier tour des élections départementales de 2015, deux binômes sont en ballottage : Régis Banquet et Stéphanie Hortala (PS, 43,4 %) et Sonia Aumar et Paul Guasch (FN, 42,63 %). Le taux de participation est de 61,46 % (7 522 votants sur 12 238 inscrits) contre 57,46 % au niveau départementalet 50,17 % au niveau national.
Au second tour, Régis Banquet et Stéphanie Hortala (PS) sont élus avec 58,28 % des suffrages exprimés et un taux de participation de 64,96 % (4 216 voix pour 7 949 votants et 12 237 inscrits).

#### Élections de juin 2021
Le premier tour des élections départementales de 2021 est marqué par un très faible taux de participation (33,26 % au niveau national). Dans le canton de la Malepère à la Montagne Noire, ce taux de participation est de 47,48 % (6 093 votants sur 12 832 inscrits) contre 39,73 % au niveau départemental. À l'issue de ce premier tour, deux binômes sont en ballottage : Chloé Danillon et Paul Griffe (Union à gauche avec des écologistes, 41,07 %) et Philippe Fau et Caroline Hermet (DVC, 35,44 %).
Le second tour des élections est marqué une nouvelle fois par une abstention massive équivalente au premier tour. Les taux de participation sont de 34,3 % au niveau national, 39,98 % dans le département et 51,42 % dans le canton de la Malepère à la Montagne Noire. Chloé Danillon et Paul Griffe (Union à gauche avec des écologistes) sont élus avec 50,87 % des suffrages exprimés (3 087 voix pour 6 598 votants et 12 831 inscrits),,. 

## Composition

### Composition antérieure à 2015

Localisation du canton de Montréal dans l'Aude avant 2015

Le canton de Montréal regroupait neuf communes.
| Nom                     | Code Insee | Codepostal | Superficie (km2) | Population (dernière pop. légale) | Densité (hab./km2) |
| ----------------------- | ---------- | ---------- | ---------------- | --------------------------------- | ------------------ |
| Montréal (chef-lieu)    | 11254      | 11290      | 55,03            | 1 927 (2012)                      | 35                 |
| Alairac                 | 11005      | 11290      | 16,37            | 1 305 (2012)                      | 80                 |
| Arzens                  | 11018      | 11290      | 21,11            | 1 185 (2012)                      | 56                 |
| Lavalette               | 11199      | 11290      | 6,55             | 1 394 (2012)                      | 213                |
| Montclar                | 11242      | 11250      | 11,31            | 175 (2012)                        | 15                 |
| Preixan                 | 11299      | 11250      | 8,56             | 593 (2012)                        | 69                 |
| Rouffiac-d'Aude         | 11325      | 11250      | 5,24             | 428 (2012)                        | 82                 |
| Roullens                | 11327      | 11290      | 7,89             | 506 (2012)                        | 64                 |
| Villeneuve-lès-Montréal | 11432      | 11290      | 2,20             | 261 (2012)                        | 119                |

### Composition à partir de 2015
Le nouveau canton de la Malepère à la Montagne Noire comprend désormais vingt-sept communes entières.
| Nom                                       | Code Insee | Intercommunalité                  | Superficie (km2) | Population (dernière pop. légale) | Densité (hab./km2) | Modifier                                    |
| ----------------------------------------- | ---------- | --------------------------------- | ---------------- | --------------------------------- | ------------------ | ------------------------------------------- |
| Montréal (bureau centralisateur)          | 11254      | CC Piège-Lauragais-Malepère       | 55,03            | 2 116 (2022)                      | 38                 | modifier les données · modifier les données |
| Alzonne                                   | 11009      | CA Carcassonne Agglo              | 22,38            | 1 590 (2022)                      | 71                 | modifier les données · modifier les données |
| Arzens                                    | 11018      | CA Carcassonne Agglo              | 21,11            | 1 196 (2022)                      | 57                 | modifier les données · modifier les données |
| Brousses-et-Villaret                      | 11052      | CC de la Montagne Noire           | 11,16            | 352 (2022)                        | 32                 | modifier les données · modifier les données |
| Les Brunels                               | 11054      | CC Aux sources du Canal du Midi   | 11,97            | 268 (2022)                        | 22                 | modifier les données · modifier les données |
| Carlipa                                   | 11070      | CC Piège-Lauragais-Malepère       | 5,26             | 338 (2022)                        | 64                 | modifier les données · modifier les données |
| Caux-et-Sauzens                           | 11084      | CA Carcassonne Agglo              | 9,00             | 1 013 (2022)                      | 113                | modifier les données · modifier les données |
| Cenne-Monestiés                           | 11089      | CC Piège-Lauragais-Malepère       | 7,76             | 411 (2022)                        | 53                 | modifier les données · modifier les données |
| Cuxac-Cabardès                            | 11115      | CC de la Montagne Noire           | 25,06            | 953 (2022)                        | 38                 | modifier les données · modifier les données |
| Fontiers-Cabardès                         | 11150      | CC de la Montagne Noire           | 8,46             | 467 (2022)                        | 55                 | modifier les données · modifier les données |
| Fraisse-Cabardès                          | 11156      | CC de la Montagne Noire           | 7,13             | 104 (2022)                        | 15                 | modifier les données · modifier les données |
| Labécède-Lauragais                        | 11181      | CC Castelnaudary Lauragais Audois | 19,96            | 419 (2022)                        | 21                 | modifier les données · modifier les données |
| Lacombe                                   | 11182      | CC de la Montagne Noire           | 14,99            | 184 (2022)                        | 12                 | modifier les données · modifier les données |
| Laprade                                   | 11189      | CC de la Montagne Noire           | 4,61             | 116 (2022)                        | 25                 | modifier les données · modifier les données |
| Montolieu                                 | 11253      | CA Carcassonne Agglo              | 23,65            | 829 (2022)                        | 35                 | modifier les données · modifier les données |
| Moussoulens                               | 11259      | CA Carcassonne Agglo              | 19,60            | 988 (2022)                        | 50                 | modifier les données · modifier les données |
| Pezens                                    | 11288      | CA Carcassonne Agglo              | 11,11            | 1 598 (2022)                      | 144                | modifier les données · modifier les données |
| Raissac-sur-Lampy                         | 11308      | CA Carcassonne Agglo              | 5,23             | 466 (2022)                        | 89                 | modifier les données · modifier les données |
| Saint-Denis                               | 11339      | CC de la Montagne Noire           | 8,21             | 511 (2022)                        | 62                 | modifier les données · modifier les données |
| Saint-Martin-le-Vieil                     | 11357      | CA Carcassonne Agglo              | 13,25            | 214 (2022)                        | 16                 | modifier les données · modifier les données |
| Sainte-Eulalie                            | 11340      | CA Carcassonne Agglo              | 6,50             | 569 (2022)                        | 88                 | modifier les données · modifier les données |
| Saissac                                   | 11367      | CC de la Montagne Noire           | 57,03            | 909 (2022)                        | 16                 | modifier les données · modifier les données |
| Verdun-en-Lauragais                       | 11407      | CC Castelnaudary Lauragais Audois | 20,21            | 289 (2022)                        | 14                 | modifier les données · modifier les données |
| Villemagne                                | 11428      | CC Castelnaudary Lauragais Audois | 10,69            | 242 (2022)                        | 23                 | modifier les données · modifier les données |
| Villeneuve-lès-Montréal                   | 11432      | CC Piège-Lauragais-Malepère       | 2,20             | 337 (2022)                        | 153                | modifier les données · modifier les données |
| Villesèquelande                           | 11437      | CA Carcassonne Agglo              | 5,35             | 875 (2022)                        | 164                | modifier les données · modifier les données |
| Villespy                                  | 11439      | CC Piège-Lauragais-Malepère       | 6,38             | 425 (2022)                        | 67                 | modifier les données · modifier les données |
| Canton de la Malepère à la Montagne Noire | 1110       |                                   | 413,29           | 17 779 (2022)                     | 43                 | modifier les données                        |

## Démographie

### Démographie avant 2015
| 1962  | 1968  | 1975  | 1982  | 1990  | 1999  | 2006  | 2011  | 2012  |
| ----- | ----- | ----- | ----- | ----- | ----- | ----- | ----- | ----- |
| 4 734 | 4 507 | 4 309 | 4 849 | 5 403 | 5 939 | 7 010 | 7 613 | 7 774 |

### Démographie depuis 2015
En 2022, le canton comptait 17 779 habitants, en évolution de +3,35 % par rapport à 2016 (Aude : +2,65 %, France hors Mayotte : +2,11 %).
| 2013   | 2018   | 2022   |
| ------ | ------ | ------ |
| 16 840 | 17 327 | 17 779 |